# 葛摩菈
葛摩菈（英語：Gamora）是一位漫威漫畫旗下的虛構超级英雄。
葛摩菈是漫威宇宙的邪惡霸主薩諾斯的養女，在養父的培養下學會了一身暗殺技術並替他毀滅了無數星球與生命而有了「宇宙最危險的女人」的稱號，後來她遇見了亞當術士後被對方感化而決定反抗自己的養父薩諾斯，並加入星際異攻隊為了宇宙的和平而戰。

## 虛構傳記
一種名叫Zen-Whoberi的宇宙族群被“宇宙真理教”毁灭，而卡魔拉是种族的最后幸存者。灭霸发现年幼的卡魔拉，并决定把她训练成武器使用。薩諾斯承诺会给卡魔拉复仇的机会和能力，这让他赢得了卡魔拉的忠心。通过灭霸的训练，卡魔拉练成了一身精湛的武艺，在十几岁便获得了“宇宙中最危险的女人”的称号。不久她得到灭霸许可独自出行，就在这时她遭遇了一群刺客的袭击。虽然卡魔拉武艺高强，但无奈敌人数量太多。卡魔拉受了重伤，并且遭到了强暴。灭霸发现了垂死的卡魔拉，他随即杀死了所有袭击她的人，并救治卡魔拉脱离了死亡。而卡魔拉借着这次机会，自身的生物机能得到大幅提升。
成年后，卡魔拉作为一个刺客与宇宙真理教对抗，同时与魔士亚当（Adam Warlock）合作阻止他的旧版本，并接受刺杀Magus的任务。不久她被灭霸派遣保护亚当，但她却被灭霸所利用，以至于后来她被毁灭者德拉克斯（Drax the Destroyer）袭击。Magus被击败后，卡魔拉参与了惊奇队长（Captain Marvel）與复仇者等人对抗灭霸的行列。在此期间她和Pip受了灭霸造成的致命伤。魔士亚当随即吸收卡魔拉与Pip的灵魂进入了灵魂之石内的“灵魂世界”，并在那里生活了一段时间。
一段时间后，灭霸得到全部的无限宝石，亚当为阻止他，和卡魔拉、Pip以现实中几名车祸死者的躯体为躯壳，一同回归现实世界。不过她很快被灭霸以宝石抹消，直到星云（Nebula）窃取了宝石，卡魔拉才得以重现。后来亚当得到宝石使得自己成为近乎全能，卡魔拉与Pip劝说奇异博士（Doctor Strange）协助他们阻止亚当，以防止他堕落入邪恶。由于生命法庭（Living Tribunal）出面干预，亚当将宝石分与几名无限守望者看管，卡魔拉便是其一，掌管时间宝石。在无限守望者期间，她对亚当产生爱意，但亚当没有回应她。无限守望者解散后，她成为一名雇佣军，直到亚当回应她的感情。两人在Atleza宇宙生活了下来。
卡魔拉再次登场是在Annihilation Wave肆虐宇宙期间，这时她已离开亚当，成为一支称为Graces的女战士军团的领袖。她打算重启自己作为‘全宇宙最致命女人’的名号，此时她已掌握了一种名为“弑神者”的强大刀刃。不久她加入新星（NOVA）的阵线，凭自己的快速反击技能与Annihilation Wave作战。其间她与新星发生了男女关系。
在之后Phalanx入侵克里星的情节中，卡魔拉被Phalanx势力操控了意志，并被派遣抓获新星。之后在新星的协助下她摆脱了控制，不过她似乎习惯了Phalanx操控下给她带来的伙伴意识，因此之后她仍然保持着此种习惯。
不久，卡魔拉在新星的提议下加入了银河守护者。

## 能力
葛摩菈在養父薩諾斯的培養下，使她擁有了超人的力量、速度、敏捷與體能，她同時也習得了武術、各種刺殺技術與武器的使用方法。就亞當術士的說法指她是銀河系中最出色的戰士與刺客也不為過。

## 其他媒體

### 電影
- 漫威電影宇宙：由柔伊·莎達娜飾演葛摩菈（英语：Gamora (Marvel Cinematic Universe)）[1][2][3]。
  - 《星際異攻隊》（2014年）
  - 《星際異攻隊2》（2017年）
  - 《復仇者聯盟3：無限之戰》（2018年）：2018年的葛摩拉死亡（童年葛摩菈由阿里安娜·格林布拉特（英语：Ariana Greenblatt）飾演。）
  - 《復仇者聯盟4：終局之戰》（2019年）：由此部电影起，登场的葛摩拉均为2014年穿越到现今的版本，并没有2018年死亡的葛摩拉之所有记忆。
  - 《星際異攻隊3》（2023年）

### 劇集
- 漫威電影宇宙：由柔伊·莎達娜回歸飾演葛摩菈。
  - 《無限可能：假如…？》第一季（2021年）[4][5]：動畫劇集

### 電子遊戲
- 《漫威：未來之戰》：手機遊戲，葛摩菈是玩家可使用角色之一。
- 《銀河守護隊：Telltale系列（英语：Guardians of the Galaxy: The Telltale Series）》：葛摩菈在其中登場，由艾米麗·奧布萊恩（英语：Emily O'Brien）配音。
- 《漫威超級戰爭》
- 《漫威星際異攻隊》

### 遊樂設施
- 葛摩菈出現在「銀河守護隊：使命突圍！（英语：Guardians of the Galaxy – Mission: Breakout!）」，並同由柔伊·莎達娜飾演。

## 外部連結
- Gamora （页面存档备份，存于） at Marvel.com
- 漫画书数据库：Gamora
- Burch, Jeanne; McQuaid, Sean. . Women of Marvel Comics (WOMC).   [2006-11-05]. （原始内容存档于2006-11-05）.